# Ton Janssen
A.J.A. (Ton) Janssen (ca. 1927) is een voormalig Nederlands burgemeester van de KVP en later het CDA.
Hij was gemeentesecretaris van Haarlemmerliede en Spaarnwoude voor hij begin 1959 benoemd werd tot burgemeester van Ursem. In juni 1966 volgde zijn benoeming tot burgemeester van Groenlo en Janssen sloot zijn loopbaan af als burgemeester van Gendringen waar hij die functie van 1977 tot 1992 vervulde.